# Jabłoń (gmina)
Pour les articles homonymes, voir Jabłoń.
Jabłoń est une gmina rurale (gmina wiejska) du powiat de Parczew, dans la Voïvodie de Lublin, dans l'est de la Pologne.
Son siège administratif (chef-lieu) est le village de Jabłoń, qui se situe environ 18 kilomètres (km) au nord-est de Parczew (siège du powiat) et 63 kilomètres au nord-est de la capitale régionale Lublin (capitale de la voïvodie).
La gmina couvre une superficie de 110,98 km2 pour une population de 4 177 habitants en 2006.

## Histoire
De 1975 à 1998, la gmina est attachée administrativement à l'ancienne voïvodie de Biała Podlaska.

Depuis 1999, elle fait partie de la nouvelle voïvodie de Lublin.

## Géographie
La gmina inclut les villages (sołectwa) de:

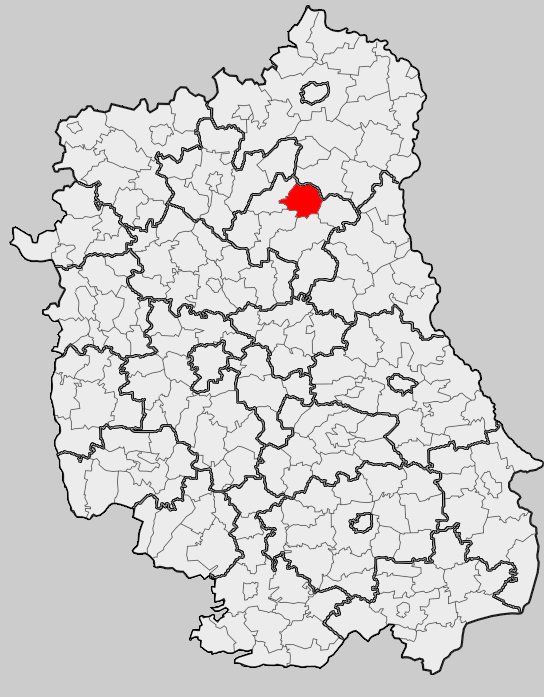
Position de la gmina dans la voïvodie

- Dawidy
- Gęś
- Holendernia
- Jabłoń
- Kalinka
- Kolano
- Kolano-Kolonia
- Kudry
- Łubno
- Paszenki
- Puchowa Góra
- Wantopol

### Gminy voisines
La gmina de Jabłoń est voisine des gminy de:
- Dębowa Kłoda
- Milanów
- Parczew
- Podedwórze
- Wisznice

## Structure du terrain
D'après les données de 2002, la superficie de la commune de Jabłoń est de 110,98 kilomètres carrés, répartis comme telle :
- terres agricoles : 78%
- forêts : 13%

La commune représente 11,65% de la superficie du powiat.

## Démographie
Données du 30 juin 2004:
| Description        | Total  | Total | Femmes | Femmes | Hommes | Hommes |
| ------------------ | ------ | ----- | ------ | ------ | ------ | ------ |
| Unité              | Nombre | %     | Nombre | %      | Nombre | %      |
| Population         | 4 233  | 100   | 2 104  | 49,7   | 2 129  | 50,3   |
| Densité (hab./km²) | 38,1   | 38,1  | 19     | 19     | 19,1   | 19,1   |